# Johann Christoph Bach (1642-1703)
Johann Christoph Bach (6 de diciembre de 1642 - 31 de marzo de 1703) fue un organista y compositor alemán, el músico más importante y respetado de la familia Bach anterior a Johann Sebastian Bach. 
Hijo mayor de Heinrich Bach, nació en Arnstadt, de donde fue organista. Se le ofreció el mismo puesto en la iglesia de San Jorge de Eisenach en 1665, en donde fue músico de la corte en 1700. Además trabajó en colaboración con su primo Johann Ambrosius Bach, padre de Johann Sebastian, a quien dio lecciones de música, y el cual tuvo sus obras en alta consideración: le calificó como "el compositor más grande y expresivo de la familia". Fue un compositor de gran capacidad, si bien su arte no recibió la apreciación que merecía, probablemente debido a su difícil y terco carácter con el Concejo de Eisenach, ciudad en donde murió. 
Cuatro de sus hijos fueron músicos:
- Johann Nikolaus Bach (1669-1753)
- Johann Christoph Bach (1689-1740)
- Johann Friedrich Bach
- Johann Michael Bach (1685-?)

## Obras
- Aria fúnebre a 4 Mit Weinen hebt sich's an
- 4 motetes a 5
- 4 motetes a 8
- 2 cantatas
- 2 lamentos
- 44 corales para órgano
- Preludio y fuga en Mi bemol mayor para órgano
- Aria Eberliana pro dormiente Camillo, con variaciones.

## Enlaces relacionados
- Partituras libres de Johann Christoph Bach (1642-1703) en el Proyecto Biblioteca Internacional de Partituras Musicales (IMSLP).
- Partituras de Johann Christoph Bach en The Choral Public Domain Library
- Notas y discografía en http://www.allmusic.com/
- http://www.facebook.com/group.php?gid=73781798528&ref=mf

- Datos: Q57829
- Multimedia: Johann Christoph Bach I / Q57829